# Liste des milliardaires du monde en 2006
Ceci est la liste des milliardaires du monde pour l'année 2006 telle que publiée par le magazine américain Forbes. Ce magazine recense les milliardaires de la planète à l'exception des têtes couronnées (sauf si leur fortune est placée dans le monde privé), et exprime leur fortune en milliards de dollars américains. 
Selon le classement publié le 9 mars 2006, le fondateur de Microsoft, l'américain Bill Gates, reste, pour la douzième année consécutive, l'homme le plus riche du monde, avec une fortune passée en un an de 46,5 à 51 milliards de dollars. D'une année sur l'autre, le club des milliardaires a accueilli 102 nouveaux membres pour passer à 793 dont 78 sont des femmes, en grande partie grâce aux performances des places boursières mondiales, selon Forbes. Plus de la moitié sont des autodidactes ayant construit leur propre empire. La somme cumulée par ces 793 fortunes s'élève à 2 600 milliards de dollars, soit un peu plus que le Produit intérieur brut de l'Allemagne, 3e économie mondiale.

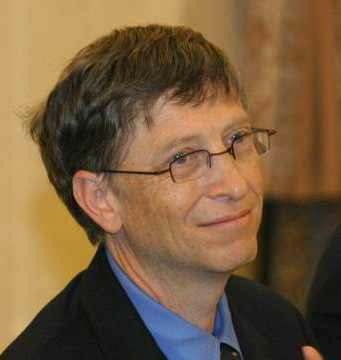
Bill Gates
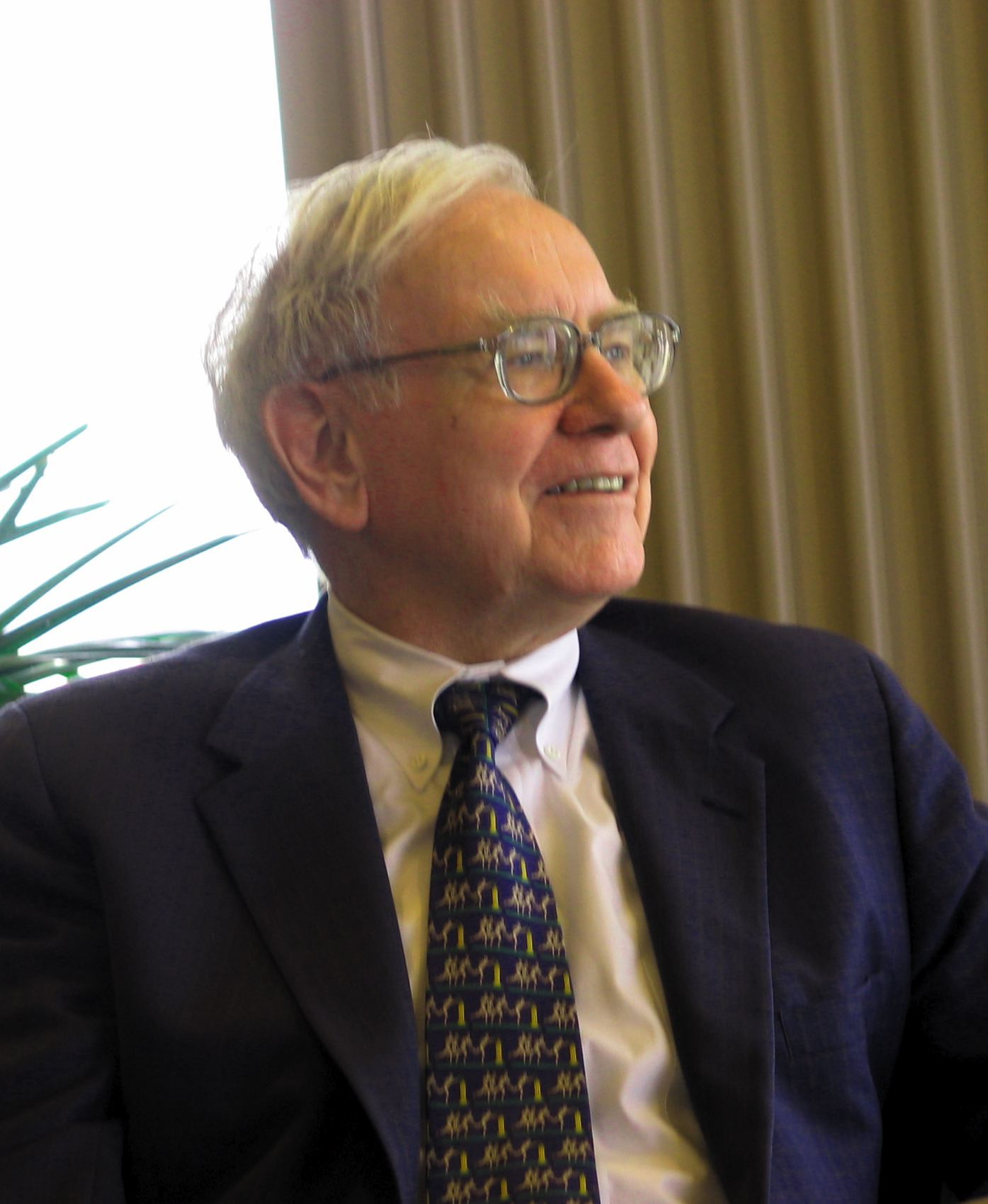
Warren Buffett
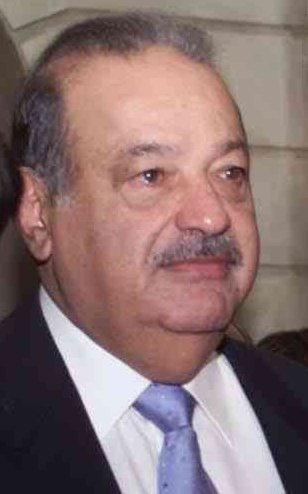
Carlos Slim Helú
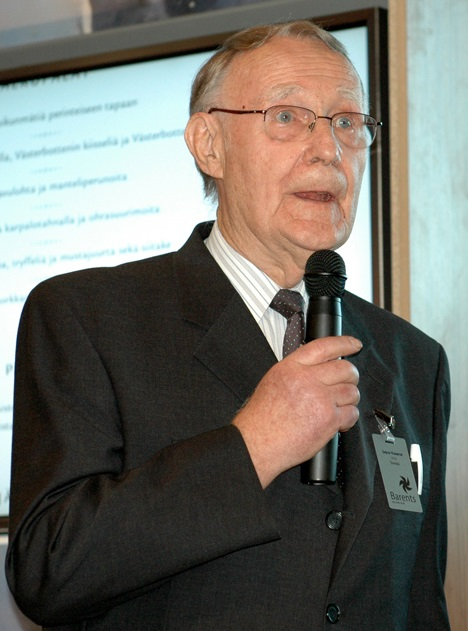
Ingvar Kamprad
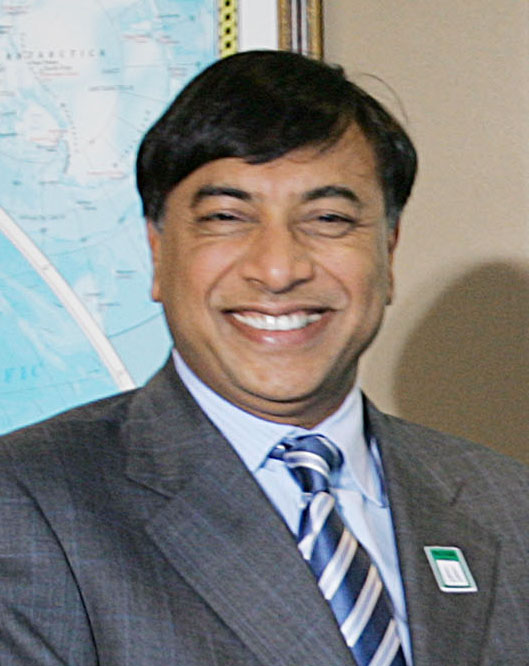
Lakshmi Mittal

Ci-dessous la liste des 20 milliardaires, les plus riches du monde durant l'année 2006 : 
| Rang | Nom                                       | Âge | Fortune (Mrd USD) | Pays            | Lieu de résidence                      | Secteur d'activité | Fonction                                                                        |
| ---- | ----------------------------------------- | --- | ----------------- | --------------- | -------------------------------------- | ------------------ | ------------------------------------------------------------------------------- |
| 1    | Bill Gates                                | 51  | 51,0              | États-Unis      | États-Unis, Washington (Medina)        | Informatique       | Cofondateur de Microsoft                                                        |
| 2    | Warren Buffett                            | 75  | 44,0              | États-Unis      | États-Unis, Nebraska, Omaha            | Finance            | Investisseur et homme d'affaires                                                |
| 3    | Carlos Slim Helú                          | 66  | 30,0              | Mexique         | Mexique, Mexico                        | Télécommunications | Investisseur et homme d'affaires (Telmex)                                       |
| 4    | Ingvar Kamprad                            | 79  | 28,0              | Suède           | Suisse, Épalinges                      | Mobilier           | Fondateur d'Ikea                                                                |
| 5    | Lakshmi Mittal                            | 55  | 23,5              | Inde            | Royaume-Uni, Londres                   | Sidérurgie         | Investisseur et homme d'affaires (Mittal Steel Company)                         |
| 6    | Paul Allen                                | 53  | 22,0              | États-Unis      | États-Unis, Washington, Seattle        | Informatique       | Cofondateur de Microsoft                                                        |
| 7    | Bernard Arnault                           | 57  | 21,5              | France          | France, Paris                          | Luxe               | Fondateur du groupe LVMH - Moët Hennessy Louis Vuitton                          |
| 8    | Al-Walid ben Talal ben Abdelaziz Al Saoud | 49  | 20,0              | Arabie saoudite | Arabie saoudite, Riyad                 | Finances           | Investisseur et homme d'affaires                                                |
| 9    | Kenneth Thomson et famille                | 82  | 19,6              | Canada          | Canada, Toronto                        | Édition            | Héritiers de la marque professionnelle d'édition Thomson                        |
| 10   | Li Ka-shing                               | 77  | 18,8              | Chine           | Chine, Hong Kong                       | Commerce           | Investisseur et homme d'affaires                                                |
| 11   | Roman Abramovitch                         | 39  | 18,2              | Russie          | Royaume-Uni, Londres                   | Industrie          | Investisseur et homme d'affaires                                                |
| 12   | Michael Dell                              | 41  | 17,1              | États-Unis      | États-Unis, Texas, Austin              | Informatique       | Fondateur de la société informatique Dell                                       |
| 13   | Karl Albrecht                             | 86  | 17,0              | Allemagne       | Allemagne, Mülheim                     | Commerce           | Cofondateur de la chaîne de supermarchés ALDI                                   |
| 14   | Sheldon Adelson                           | 72  | 16,1              | États-Unis      | États-Unis, Nevada, Las Vegas          | Hôtellerie         | Investisseur et homme d'affaires                                                |
| 15   | Liliane Bettencourt                       | 83  | 16,0              | France          | France, Neuilly-sur-Seine              | Cosmétiques        | Héritière, actionnaire de la marque l'Oréal ; actionnaire de Nestlé             |
| 15   | Larry Ellison                             | 61  | 16,0              | États-Unis      | États-Unis, Californie, Silicon Valley | Informatique       | Cofondateur de Oracle                                                           |
| 17   | Christy Walton                            | 51  | 15,9              | États-Unis      | États-Unis, Wyoming, Jackson           | Commerce           | Veuve de John Walton, défunt fils de Sam Walton, fondateur de la chaîne Walmart |
| 18   | Jim Walton                                | 58  | 15,9              | États-Unis      | États-Unis, Arkansas, Bentonville      | Commerce           | Fils de Sam Walton, fondateur de la chaîne Walmart                              |
| 19   | S. Robson Walton                          | 62  | 15,8              | États-Unis      | États-Unis, Arkansas, Bentonville      | Commerce           | Fils de Sam Walton, fondateur de la chaîne Walmart                              |
| 20   | Alice Walton                              | 57  | 15,7              | États-Unis      | États-Unis, Texas, Fort Worth          | Commerce           | Fille de Sam Walton, fondateur de la chaîne Walmart                             |